# Molophilus niger
Molophilus niger là một loài ruồi trong họ Limoniidae. Chúng phân bố ở miền Cổ bắc.